# Революционные образцовые спектакли

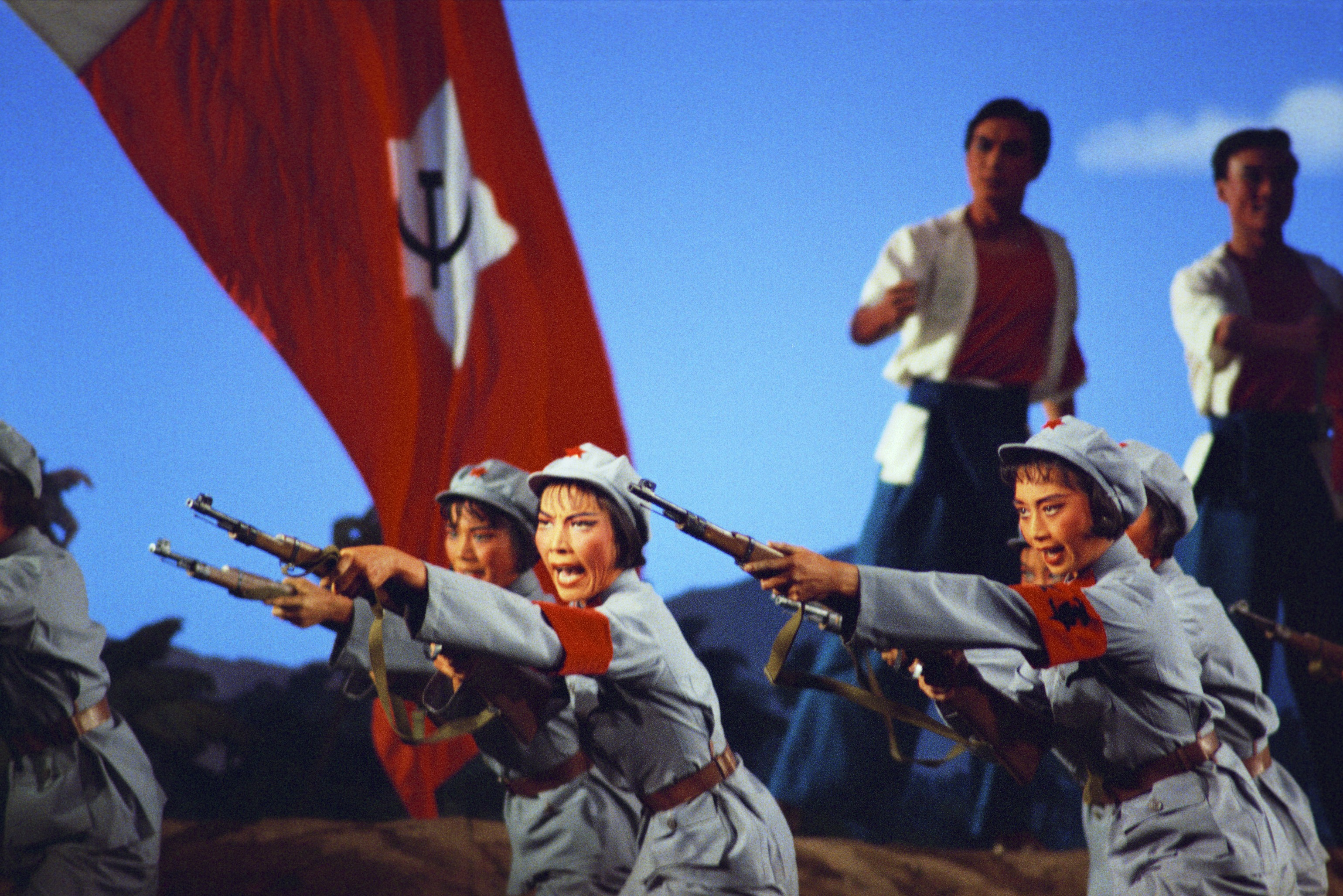
1972 год: Красный женский отряд в Национальном балете Китая

Революционные образцовые спектакли — восемь театральных произведений периода «культурной революции», созданные в духе традиционного жанра пекинской музыкальной драмы (Цзинцзюй), но без использования классических сюжетов и в стилистике революционного агитплаката.
В начале «культурной революции», когда был объявлена борьба с пережитками феодальной культуры, на сценах страны шли так называемые революционные образцовые спектакли, наполненные пафосом и изображавшие героев, сошедших с агитплакатов («Шацзябан», «Ловкий захват горы Вэйху», «Красный фонарь» и др.). С 1973 начался перенос «образцовых спектаклей» на киноплёнку, экранизация их для более широкого показа населению. Просмотр считался обязательным, на них шли организованными колоннами. Хотя «образцовых спектаклей» было снято большое количество, лишь восемь самых первых считались классическими образцами, заслуживающими подражаниями. Среди них было шесть современных опер:
- Легенда о красном фонаре（红灯记）
- «Шацзябан» (沙家浜)
- «Ловкий захват Тигровой горы»（智取威虎山）
- «Рейд подразделения Белого Тигра» (奇袭白虎团)
- «Ода Драконовой реке» (龙江颂)
- «В доке» (海港)

и два балета:
- «Красный женский отряд»
- «Девушка с белыми волосами»

В начале 1970-х обозначилась тенденция к пересмотру оценок «культурной революции», преодоления её перегибов. В 1974 в Пекине вновь состоялся фестиваль
искусств Северного Китая, на котором помимо «образцовых спектаклей» были представлены и пьесы классического репертуара пекинской музыкальной драмы, других жанров традиционного театра. В 1980-е эти спектакли постепенно сошли со сцены, хотя фильмы по ним ещё иногда появлялись в кинотеатрах.